# Lola T280
Chronologie des modèles
Lola T282
La Lola T280 est une voiture de course développée par le constructeur Lola Cars. Elle est homologuée pour courir dans la catégorie Sport de la fédération internationale de l'automobile et de l'Automobile Club de l'Ouest.

## Aspects techniques
En 1972, deux châssis sont engagés pour la première en compétition lors des 1 000 kilomètres de Buenos Aires.